# Turn-Weltmeisterschaften 1992
Die 27. Turn-Weltmeisterschaften fanden vom 15.–19. April 1992 im Palais Omnisports de Paris-Bercy in Paris, Frankreich statt. Es wurden nur die Gerätefinals austragen.

## Ergebnisse

### Männer

#### Boden
| Rang | Athlet               | Punkte |
| ---- | -------------------- | ------ |
| 1.   | Ihor Korobtschinskyj | 9,812  |
| 2.   | Wital Schtscherba    | 9,687  |
| 3.   | Maik Krahberg        | 9,625  |

#### Reck
| Rang | Athlet               | Punkte |
| ---- | -------------------- | ------ |
| 1.   | Hryhorij Missjutin   | 9,862  |
| 2.   | Li Jing              | 9,825  |
| 3.   | Ihor Korobtschinskyj | 9,787  |

#### Barren
| Rang | Athlet           | Punkte |
| ---- | ---------------- | ------ |
| 1.   | Li Jing          | 9,887  |
| 1.   | Alexei Woropajew | 9,887  |
| 3.   | Waleri Belenki   | 9,800  |

#### Pauschenpferd
| Rang | Athlet            | Punkte |
| ---- | ----------------- | ------ |
| 1.   | Wital Schtscherba | 9,850  |
| 1.   | Li Jing           | 9,850  |
| 1.   | Pae Gil-su        | 9,850  |
| ...  |                   |        |
| 8.   | Maik Belle        | 9,700  |

#### Ringe
| Rang | Athlet               | Punkte |
| ---- | -------------------- | ------ |
| 1.   | Wital Schtscherba    | 9,900  |
| 2.   | Szilveszter Csollány | 9,850  |
| 3.   | Hryhorij Missjutin   | 9,837  |

#### Sprung
| Rang | Athlet               | Punkte |
| ---- | -------------------- | ------ |
| 1.   | Yoo Ok-ryul          | 9,675  |
| 2.   | Ihor Korobtschinskyj | 9,587  |
| 3.   | Curtis Hibbert       | 9,581  |
| 3.   | Victor Colon         | 9,581  |

### Frauen

#### Balken
| Rang | Athletin       | Punkte |
| ---- | -------------- | ------ |
| 1.   | Kim Zmeskal    | 9,925  |
| 2.   | Li Yifang      | 9,850  |
| 2.   | Maria Neculiță | 9,850  |

#### Boden
| Rang | Athletin         | Punkte |
| ---- | ---------------- | ------ |
| 1.   | Kim Zmeskal      | 9,937  |
| 2.   | Henrietta Ónodi  | 9,912  |
| 3.   | Maria Neculiță   | 9,900  |
| 3.   | Tetjana Lyssenko | 9,900  |

#### Stufenbarren
| Rang | Athletin           | Punkte |
| ---- | ------------------ | ------ |
| 1.   | Lavinia Miloșovici | 9,950  |
| 2.   | Elizabeth Okino    | 9,900  |
| 3.   | Mirela Pașca       | 9,887  |

#### Sprung
| Rang | Athletin             | Punkte |
| ---- | -------------------- | ------ |
| 1.   | Henrietta Ónodi      | 9,950  |
| 2.   | Swjatlana Bahinskaja | 9,943  |
| 3.   | Oksana Chusovitina   | 9,937  |

## Medaillenspiegel
| Rang | Land                |   |   |   | total |
| ---- | ------------------- | - | - | - | ----- |
| 1    | GUS                 | 5 | 3 | 5 | 13    |
| 2    | Volksrepublik China | 2 | 2 | - | 4     |
| 3    | Vereinigte Staaten  | 2 | 1 | - | 3     |
| 4    | Rumänien            | 1 | 1 | 2 | 4     |
| 5    | Ungarn              | 1 | 2 | - | 3     |
| 6    | Südkorea            | 1 | - | - | 1     |
| 6    | Nordkorea           | 1 | - | - | 1     |
| 8    | Deutschland         | - | - | 1 | 1     |
| 8    | Kanada              | - | - | 1 | 1     |
| 8    | Puerto Rico         | - | - | 1 | 1     |